# Deutsche Zwangsarbeiter nach 1945
|  | Dieser Artikel oder Abschnitt wurde wegen inhaltlicher Mängel auf der Qualitätssicherungsseite der Redaktion Geschichte eingetragen (dort auch Hinweise zur Abarbeitung dieses Wartungsbausteins). Dies geschieht, um die Qualität der Artikel im Themengebiet Geschichte auf ein akzeptables Niveau zu bringen. Dabei werden Artikel gelöscht, die nicht signifikant verbessert werden können. Bitte hilf mit, die Mängel dieses Artikels zu beseitigen, und beteilige dich bitte an der Diskussion! |

Erinnerung an das Flüchtlings- und Entlassungslager Moschendorf. Hier wurden von 1945 bis 1957 auch zurückkehrende deutsche Zwangsarbeiter aufgefangen.

Deutsche Zwangsarbeiter nach 1945 waren deutsche Kriegsgefangene des Zweiten Weltkrieges und Zivilpersonen, die von den Siegermächten zur Zwangsarbeit verpflichtet wurden. Der Wiederaufbau durch den Einsatz deutscher Arbeitskräfte in den kriegszerstörten Gebieten diente neben der Demontage in den Besatzungszonen und der Beschlagnahme deutschen Auslandsvermögens zur Erfüllung der von den Alliierten erhobenen Ansprüche auf deutsche Reparationen nach dem Zweiten Weltkrieg.

## Völkerrechtliche Grundlagen
Die Artikel 27 bis 34 des Abkommens über die Behandlung der Kriegsgefangenen (Genfer Protokoll) von 1929 erlauben den Arbeitseinsatz gesunder Gefangener (Offiziere nur auf Verlangen) je nach Dienstgrad und Fähigkeiten, jedoch keinen Einsatz für Kriegshandlungen. Prinzipiell sollen diese Einsätze auch entlohnt werden. Arbeiten für staatliche Stellen sollen ausdrücklich so bezahlt werden, wie es für einheimische Militärangehörige üblich ist. Artikel 75 gebietet zudem, Kriegsgefangene „auf alle Fälle […] binnen kürzester Frist nach Friedensschluß“ in ihr Heimatland zurückzuschicken – wobei dieser Friedensschluss für Deutschland nach 1945 allerdings noch Jahrzehnte auf sich warten ließ.
Bereits auf der Teheran-Konferenz 1943 forderte der sowjetische Staatschef Josef Stalin den Einsatz von 4 Millionen deutschen Arbeitern, um nach Kriegsende die Verwüstungen des Deutsch-Sowjetischen Kriegs zu beseitigen. Zwangsarbeit war außerdem Bestandteil des nie realisierten Morgenthau-Plans und fand sich im Abschlussprotokoll der Konferenz von Jalta im Februar 1945 wieder. Darin hatte die Anti-Hitler-Koalition beschlossen, „Deutschland in größtmöglichem Umfang zu verpflichten, Ersatz für die in den alliierten Ländern verursachten Kriegsschäden zu leisten“. Über Umfang, Art und Weise sollte eine Kommission befinden.
Die Kontrollratsproklamation Nr. 2 vom 20. September 1945 verpflichtete die deutschen Behörden, alle von den Alliierten vorgeschriebenen Maßnahmen für Wiederherstellung, Reparation und Wiederaufbau durchzuführen und dazu unter anderem Arbeitskräfte, Personal und fachmännische und andere Dienste zum Gebrauch innerhalb und außerhalb Deutschlands zur Verfügung zu stellen.
Im Jahr 1947 waren rund 4 Millionen Deutsche europaweit als Zwangsarbeiter eingesetzt.

## Osteuropa

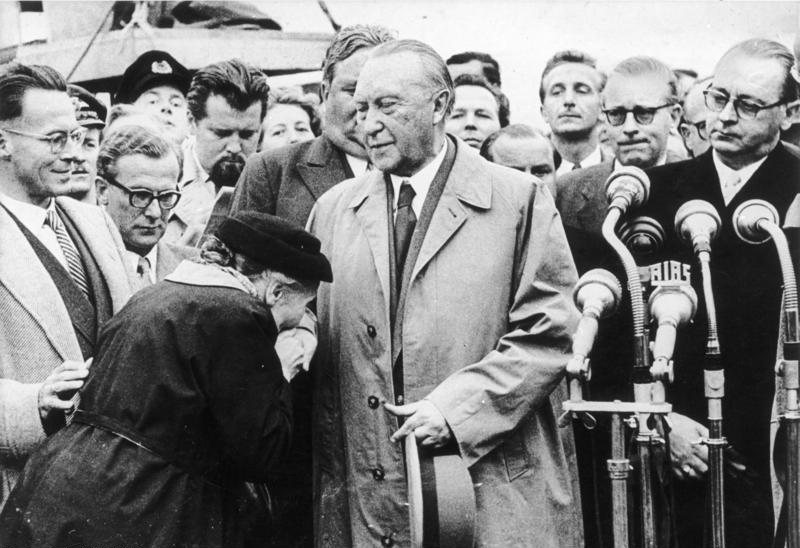
Heimkehr der Zehntausend: Die Mutter eines Kriegsgefangenen dankt Bundeskanzler Adenauer bei seiner Rückkehr von Verhandlungen in Moskau. Er hatte erreicht, dass bis Ende 1955 tausende Kriegsgefangene und Zwangsarbeiter zurückkehren konnten.

Durch Zwangsarbeit in der Zeit des Nationalsozialismus und in den sowjetischen Gulags waren bereits während des Krieges Millionen von Menschen bei der Zwangsarbeit umgekommen – die deutschen Häftlinge erwartete ein ähnlich hartes Schicksal: Viele starben in Arbeitslagern, nur ein Teil konnte Jahre später zurückkehren.

### Sowjetunion

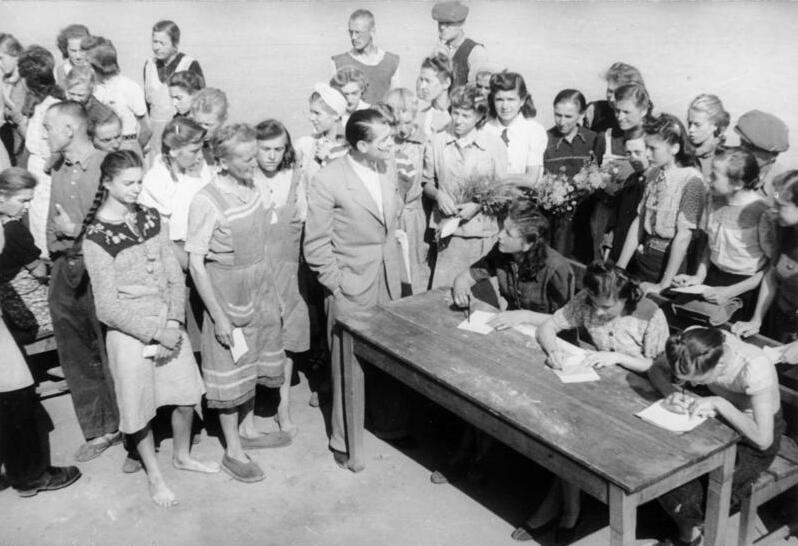
August 1947: Frauen und Mädchen, die in sowjetische Kriegsgefangenschaft kamen, im Heimkehrlager Polte Nord, wo sie nach 14-tägiger Quarantäne in ihre Heimatorte entlassen wurden

Seit 1941 hatte die Sowjetunion 700.000 Russlanddeutsche nach Sibirien und Zentralasien verschleppt und zur Zwangsarbeit herangezogen, dazu Deutschstämmige aus den besetzten osteuropäischen Gebieten. Weitere 310.000 „Reparationsverschleppte“ folgten nach dem Krieg. Von den 1 Mio. Zwangstransferierten kehrten bis 1950 nur 30 % zurück.

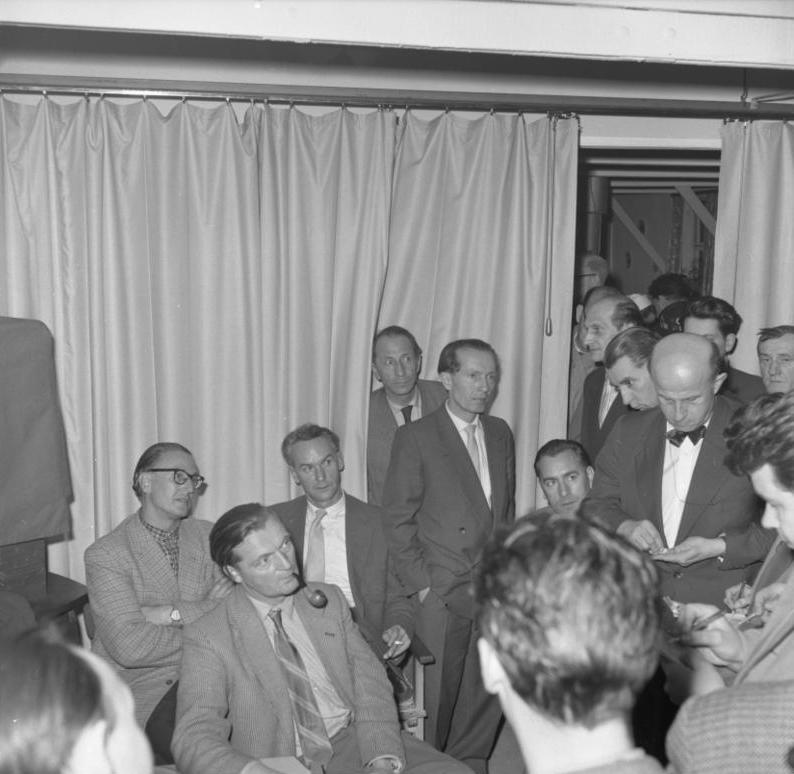
Grenzdurchgangslager Friedland: Heimkehr von Wissenschaftlern aus der Zwangsarbeit in Sochumi (Februar 1958)

1944/1945 kamen inhaftierte Soldaten des Ostheeres hinzu. Zusätzlich dazu überließen die US-Amerikaner den Sowjets einen Teil ihrer Gefangenen. Diese wurden dann auf Arbeitslager wie das Kriegsgefangenenlager 126 Nikolajew aufgeteilt. Ein großer Teil der Männer kam infolge von Unterversorgung und Krankheit ums Leben. Von den wenigen, die den Mangel und die Zwangsarbeit überlebten, kehrten die letzten 1955 nach Deutschland zurück.
Im Rahmen der Aktion Ossawakim wurden etwa 2000 Wissenschaftler aus der Sowjetischen Besatzungszone (SBZ) zur geistigen Zwangsarbeit in Technik und Wissenschaft der Sowjetunion verbracht. Ingenieure mussten z. B. Unterstützung bei der Entwicklung der sowjetischen Raketentechnik leisten.
Der sowjetische Geheimdienst NKWD verschleppte auch Frauen und Mädchen. Ein Drittel starb während der Haft oder beim Transport an Hunger, Seuchen und Kälte. Schon kurz nach den Eroberungen durch die Rote Armee kam es zur Deportation deutscher Minderheiten. Zahllose Zivilpersonen, vor allem aus Rumänien und Jugoslawien, waren betroffen. Hier wurden im Dezember 1944 zehntausende sogenannte Volksdeutsche im Alter von 18 bis 40 Jahren ergriffen, ein Großteil davon Frauen. 16 Prozent der Gefangenen überlebten die Arbeitslager des Donezbeckens nicht.
Im Frühjahr 1945 transportierten die Sowjets in größerem Umfang Mädchen und junge Frauen aus Ostpreußen zum mehrjährigen Arbeitseinsatz nach Sibirien.

### Sowjetische Besatzungszone

#### Heranziehung zur Demontage
Die Sowjetische Militäradministration in Deutschland (SMAD) nötigte viele Arbeiter, bei der Demontage von Industrieanlagen zu helfen. In der Landwirtschaft gehörten Frondienste zum Alltag. Die Besatzer zwangen Deutsche außerdem zur riskanten Arbeit in den Uranminen des Erzgebirges, um Rohmaterial für das sowjetische Atombombenprojekt zu fördern. 1947 beschäftigte dieses gewaltige Vorhaben 60.000 Zwangsarbeiter.

#### Verbringung (Deportation) von Zivilisten
Zwischen 1945 und 1954 wurde eine in der Geschichtswissenschaft aufgrund nicht gesicherter Daten umstrittene Anzahl von Personen, die in den sowjetischen Speziallagern in der SBZ bzw. der DDR inhaftiert waren, zur Zwangsarbeit in die Sowjetunion deportiert. Die Angaben differieren von gut 12 000 bis zu über 25 000 Personen. Neben verurteilten Häftlingen (sog. SMT-Verurteilten) waren auch zahlreiche nicht rechtskräftig verurteilte Zivilpersonen darunter, die aus den verschiedensten Gründen politisch missliebig geworden waren. Ein Beispiel ist das Arbeitslager Workuta.

### Jugoslawien
Nach dem Einmarsch der Roten Armee und der nachrückenden jugoslawischen Partisaneneinheiten war der in der Vojvodina verbliebene Teil der jugoslawiendeutschen Bevölkerung bereits in den ersten Wochen Massenerschießungen, Verhaftungen, Misshandlungen, Plünderungen, Vergewaltigungen und Zwangsarbeit ausgeliefert. Die deutsche Volksgruppe in Jugoslawien wurde mit den Beschlüssen des Antifaschistischen Rats der Nationalen Befreiung Jugoslawiens (AVNOJ) vom 21. November 1943 und am selben Datum im Jahr 1944 ohne Gerichtsverfahren und unter Anwendung der These der Kollektivschuld, wonach die Volksdeutschen als Kriegsverbrecher galten, zu Feinden Jugoslawiens erklärt, entrechtet und enteignet. Gegenüber der donauschwäbischen Bevölkerung entluden sich nach vier Jahren deutscher Besatzungsherrschaft die aufgestauten Vergeltungsbedürfnisse.
Am 29. November 1944 gab die Kommandantur der Volksbefreiungsarmee des serbischen Banats, der Batschka und der Baranya den Befehl zur Internierung aller deutschen Männer zwischen 16 und 60 Jahren in Lagern. Bis zum Frühjahr 1945 waren ca. 90 % der jugoslawiendeutschen Bevölkerung interniert.
Im Januar 1946 beantragte die jugoslawische Regierung bei den Westalliierten die Ausweisung von – nach jugoslawischen Angaben – 110.000 in Jugoslawien verbliebenen Jugoslawiendeutschen nach Deutschland. Dies wurde jedoch abgelehnt. 1948 konnten kleinere Gruppen ausreisen oder flüchten. Nach Gründung der Bundesrepublik Deutschland organisierte Jugoslawien die Ausreise eines Großteils der überlebenden Donauschwaben.
Parallel zu dieser Entwicklung waren Ende Dezember 1944 zwischen 27.000 und 30.000 Donauschwaben aus dem serbischen Banat, der Batschka und der Baranya in sowjetische Arbeitslager zwischen Charkow und Rostow zur Zwangsarbeit deportiert worden. Die jugoslawischen Behörden hielten jedoch Handwerker und Facharbeiter zur Verwendung im eigenen Land zurück. Nach Schätzungen starben 16 Prozent der Deportierten wegen mangelhafter Ernährung und schlechter ärztlicher Betreuung in der Sowjetunion. Kranke Deportierte wurden 1945 nach Jugoslawien, ab 1946 aber auf das Gebiet der späteren Deutschen Demokratischen Republik (DDR) abgeschoben. Nach der Auflösung der Arbeitslager ab dem Herbst 1949 wurden die Deportierten ebenfalls in die DDR verbracht.

### Polen
Polnische Staatsangehörige deutscher Abstammung wurden nach Kriegsende inhaftiert und zwangsverpflichtet, bis man sie später aus Polen vertrieb. Ein Gesetz zum Ausschluss feindlicher Elemente aus der Gesellschaft enteignete die Betroffenen und entzog ihnen die Staatsbürgerschaft.
Vor 1939 in Polen lebende Personen, die sich in die deutsche Volksliste eintragen ließen, und Angehörige der polnischen Minderheit in Oberschlesien waren von den Repressionen betroffen. Grund dafür war ihre Kollaboration mit den Nationalsozialisten, jedoch sollten sie nach abgearbeiteter Schuld in Polen bleiben können. Anders erging es Menschen, die als rein deutsch eingestuft waren. Diese wurden, mit Ausnahme weniger Technikspezialisten, sofort nach dem Krieg vertrieben.
Neben dem Zentralen Arbeitslager Potulice (dt. Potulitz) existierte das Zentrale Arbeitslager Jaworzno sowie die Lager Zgoda (dt. Eintrachthütte) und Łambinowice (Lambsdorf in Schlesien). Die Lage der Haftanstalten im westlichen Wartheland und in Oberschlesien deutet bereits auf die Zusammensetzung der darin Gefangenen hin. Etwa 200.000 Menschen starben in den polnischen und sowjetischen Einrichtungen.
Freie deutschstämmige Polen hatten es nicht wesentlich besser, denn die Regierung verschärfte per Verordnung deren Erwerbssituation dramatisch. Die Wochenarbeitszeit betrug demnach 60 Stunden, bei 25 % bis 50 % des Gehalts polnischer Arbeiter. Diese Politik hatte entscheidenden Einfluss auf die Massenauswanderung Volksdeutscher.
Infolge einer Vereinbarung zwischen der Provisorischen Regierung der Nationalen Einheit und der sowjetischen Regierung vom 16. August 1945 „Zur Frage des Ausgleichs der durch die deutsche Okkupation verursachten Schäden“ wurden 50 000 deutsche Kriegsgefangene aus sowjetischem Gewahrsam zur Zwangsarbeit im schlesischen Kohlebergbau an Polen überstellt.

### Rumänien

Rumäniendeutsche in Stalino (heute Donezk), 1946

Der deutschen Volksgruppe in Rumänien wurde von den von der Sowjetunion eingesetzten rumänischen Behörden eine Kollektivschuld an der „Teilnahme Rumäniens am antisowjetischen Krieg und der Besetzung Rumäniens durch Nazideutschland“ zugewiesen. Es folgten Entrechtung, Enteignung, Diskriminierung und Zwangsarbeit.
Zwischen 70.000 und 80.000 Personen – davon etwa 5.000 Sathmarer Schwaben, 30.000 Siebenbürger Sachsen und 33.000 Banater Schwaben – waren zwischen Januar 1945 bis zum Dezember 1949 von der Verschleppung von Rumäniendeutschen in die Sowjetunion betroffen, wo sie auf Grund ethnischer Kriterien als Reparation überwiegend in den Bergwerken und der Schwerindustrie der Ukraine, aber auch im Kaukasus Zwangsarbeit leisten mussten. Etwa zehn Prozent der Betroffenen überlebten die Deportation nicht.
Der Ministerrat der Volksrepublik Rumänien ermächtigte 1951 das Ministerium für innere Angelegenheiten, „die Umsiedlung jedwelcher Personen aus überbevölkerten Gebieten zu verfügen, deren Anwesenheit in dieser Zeit nicht gerechtfertigt“ war, „sowie die Umsiedlung aus jedwelcher Ortschaft jener Personen anzuordnen, die durch ihre Einstellung dem werktätigen Volk gegenüber den Aufbau des Sozialismus in der rumänischen Volksrepublik“ schädigten. Den Umgesiedelten konnte „in jeder Ortschaft Zwangsaufenthalt verordnet werden“. Im gleichen Jahr wurden über 40.000 Menschen unterschiedlicher Ethnien aus dem westlichen Banat – davon etwa ein Viertel Rumäniendeutsche – in die zwischen der Hauptstadt Bukarest und der Donau gelegene Bărăgansteppe deportiert. Die Deportierten wurden unter freiem Himmel ausgesetzt und zum Bau von 18 neuen Dörfern gezwungen. Die Verschleppung endete 1956.

### Tschechoslowakei
Obwohl die Sudetendeutschen 1945 ihre Heimat verlassen mussten, leisteten zwei Jahre später noch viele Vertreter der deutschen Volksgruppe als „Fachkräfte“ Zwangsarbeit in der Tschechoslowakei. Die Häftlinge trugen dabei weiße Armbinden mit dem Buchstaben N (tschechisch němec → deutsch) als Kennung. Selbst tschechische Juden deutscher Abstammung, die den Davidstern als ethnisches Kennzeichen auf ihrer Kleidung gerade erst abgelegt hatten, mussten sich auf diese Art nun als Deutsche zu erkennen geben.

## Westeuropa

### Frankreich

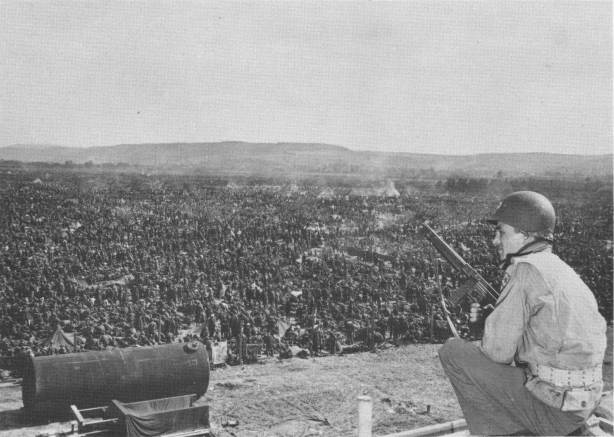
Lager Remagen (Rheinwiesenlager) 25. April 1945

Die befreite Republik bat 1945 die Verbündeten, ihr Millionen deutsche Gefangene als Wiederaufbauhelfer zu überlassen. Die US-Amerikaner stellten daraufhin etwa 740.000 Zwangsarbeiter zur Verfügung. Viele kamen aus den überfüllten Rheinwiesenlagern und waren sehr schwach, teilweise wogen die Männer nur 50 kg.
General George S. Patton notierte dazu in seinen Aufzeichnungen: „Ich bin auch dagegen, Kriegsgefangene als Sklavenarbeiter in fremde Länder zu schicken (insbesondere nach Frankreich), wo man viele verhungern lassen wird.“ Der New York Herald Tribune verglich am 12. Oktober 1945 die Lage der Deutschen mit den ehemaligen Insassen des KZ Dachau.
Rund 50.000 Zwangsarbeiter entfernten unter Lebensgefahr Minen aus früheren Kampfgebieten, während andere, auch arbeitsunfähige Menschen, in der Landwirtschaft und im Bergbau tätig waren. Die Zahl der dabei umgekommenen Häftlinge ist unbekannt. Die französischen Behörden rechneten im September 1945 bei der Minenräumung mit 2000 bei Unfällen verstümmelten oder getöteten Gefangenen im Monat.
Historiker Simon MacKenzie zufolge war die französische Politik durch den dringenden Bedarf an Arbeitern geprägt und gleichzeitig von der Sehnsucht nach spürbarer Vergeltung bestimmt. Am 13. März 1947 unterzeichnete die Regierung auf Druck der USA eine Vereinbarung, welche 450.000 Gefangene betraf, und festlegte, jeden Monat 20.000 Zwangsarbeiter zu entlassen.

### Norwegen

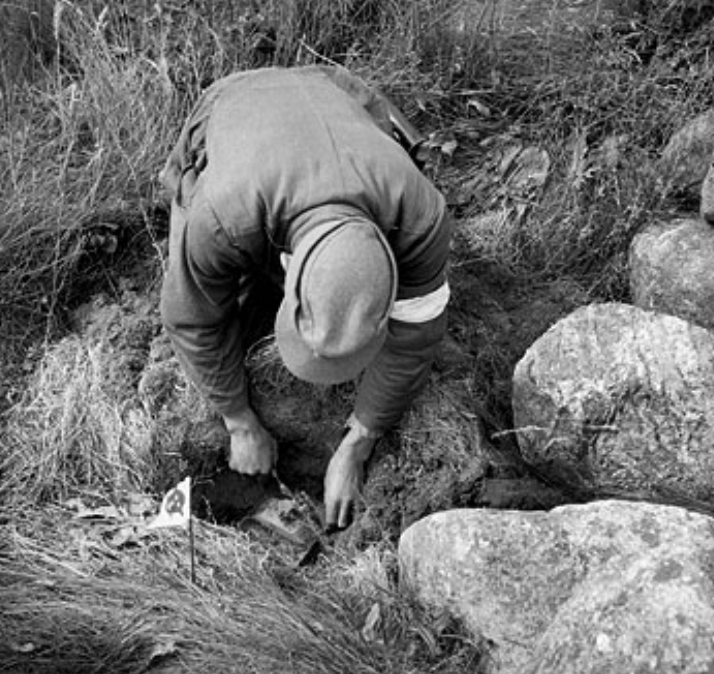
Deutscher Soldat beim Minenräumen im norwegischen Stavanger, 11. August 1945.

Verantwortliche des Landes zwangen nach Kriegsende deutsche Soldaten zum Minenräumen an früheren Kampfschauplätzen. Eine Liste Gefallener vom 29. August 1945 nannte in diesem Zusammenhang 275 Opfer der Arbeiten. Deutschland geißelte die Zwangsrekrutierungen durch Norwegen als Verstoß gegen geltendes Völkerrecht und Missachtung von Artikel 32 der Genfer Konventionen.
Norwegen widersprach vehement mit der Begründung, es handele sich bei den involvierten Personen nicht um Kriegsgefangene im eigentlichen Sinn, sondern um Angehörige einer zuvor aufgelösten Streitmacht. Die Räumungen wurden trotzdem unterbrochen, und 1946 unter besseren Vorzeichen fortgesetzt. Deutsche meldeten sich diesmal freiwillig, weil ein hoher Verdienst und medizinische Versorgung lockten.

### Großbritannien
Nach dem Krieg beschäftigte das Königreich 400.000 Kriegsgefangene der Verbündeten als Zwangsarbeiter. Das Gros der Häftlinge half durch den Einsatz in der englischen Landwirtschaft die Versorgung der Insel substanziell zu verbessern. 1946 übernahmen Gefangene in diesem Bereich bereits 20 % aller Arbeiten. Deutsche Funktionäre unter britischer Kontrolle sollten zusätzlich die Prinzipien einer demokratischen Gesellschaft erlernen und akzeptieren.
Im folgenden Jahr entbrannte ein öffentlicher Disput um die Zwangsarbeit. Medien und Politiker des House of Commons verwendeten dabei auch den Begriff „Sklaverei“. Das Landwirtschaftsministerium lehnte eine schnelle Heimkehr der Häftlinge ab, weil eigene Kräfte fehlten. Die Behörde bot den Gefangenen aber die Freilassung und das Bleiberecht an, wenn sie weiter im Agrarsektor arbeiteten. 24.000 Deutsche überzeugte der Vorschlag, und einige blieben. Die übrigen kehrten bis November 1948 nach Hause zurück.

### Vereinigte Staaten und Amerikanische Besatzungszone
Die USA entließen ihre Kriegsgefangenen hauptsächlich zur Zwangsarbeit nach Großbritannien und Frankreich. Auf dem Gebiet der Vereinigten Staaten kamen Gefangene während der Erntezeit nur mit Verzögerung frei. In ihrer Besatzungszone zwangen die Amerikaner Zivilisten im Alter von 14 bis 65 Jahren zur Arbeit, indem sie Gefängnis oder den Entzug von Essensmarken androhten.
Die USA schickte im Mai 1945 mehrere hunderttausende deutsche Kriegsgefangene, gemäß Edward Peterson als „Geste der Freundschaft“, in die Sowjetunion. Die USA-Streitkräfte weigerten sich auch, die Kapitulation der deutschen Truppen in Sachsen und Böhmen zu akzeptieren; sie schickten sie in die Sowjetunion.

## Entschädigung

### Kriegsgefangene
Das Kriegsgefangenenentschädigungsgesetz (KgfEG) von 1954 gewährte den Berechtigten wegen Freiheitsentziehung und Arbeitsleistung im ausländischen Gewahrsam eine Entschädigung von 30 bzw. 60 DM pro Kalendermonat der Gefangenschaft. Das Gesetz betraf insbesondere die aus sowjetischer Kriegsgefangenschaft nach Westdeutschland heimgekehrten ehemaligen Wehrmachtsangehörigen. Mit dem Heimkehrerentschädigungsgesetz von 2008 wurden auch die ehemaligen Kriegsgefangenen, die in die DDR und nach Berlin (Ost) entlassen worden waren und die bis dahin keine Ansprüche nach dem KgfEG hatten geltend machen können, in den Kreis der Anspruchsberechtigten einbezogen.

### Zivilpersonen
Der damalige Außenminister Joschka Fischer (Die Grünen) lehnte Wiedergutmachungsleistungen für zivile deutsche Zwangsarbeiter zunächst ab: „Den Wind, den wir da säen würden, würden wir in Form eines Reparationsorkans ernten“.
19 (von 50.000) überlebende Minenräumer in Frankreich schrieben im Jahr 2008 die Bundeskanzlerin Angela Merkel (CDU) an. Eine Antwort kam vom Bundesverwaltungsamt: „Forderungen aus Arbeitsleistungen ehemaliger deutscher Kriegsgefangener können nicht mehr geltend gemacht werden“, unter dem Aktenzeichen IIIB4-1.12.12.1. war die Causa bereits seit dem 29. September 1978 verjährt.
2011 lehnte Innenminister Hans-Peter Friedrich (CSU) Wiedergutmachungsleistungen für deutsche Zwangsarbeiter ab. Friedrich rechnete mit bis zu 100.000 noch lebenden Berechtigten, und das Bundesinnenministerium hatte keine Mittel für Zahlungen ab 5000 Euro an jeden Betroffenen. Gemäß Innenminister Friedrich gelte die Zwangsarbeit als Massenschicksal, das nicht entschädigt werden könne. Der CDU-Innenpolitiker Bosbach meinte: „Die deutschen Zwangsarbeiter haben auf Grund des erlebten Leids zumindest moralisch das Anrecht, in ähnlicher Weise entschädigt zu werden. Die Union muss in der Regierungsverantwortung das umsetzen, was sie in der Opposition aus gutem Grund gefordert hat.“
2003 forderte Petr Mares (Stellvertretender Minister für Forschung und Entwicklung und Menschenrechte der Tschechoslowakei) tschechische Wiedergutmachung für sudetendeutsche Zwangsarbeiter.
Am 13. November 2015 gab der Haushaltsausschuss des Deutschen Bundestags bekannt, in den kommenden drei Jahren 50 Millionen Euro zugunsten der Entschädigung von deutschen Zwangsarbeitern zur Verfügung zu stellen.
Seit dem 1. August 2016 regelte die Richtlinie über eine Anerkennungsleistung an ehemalig deutsche Zwangsarbeiter des Bundesinnenministeriums des Innern die Auszahlung einer einmaligen Sonderleistung in Höhe von 2500 Euro an Zivilpersonen, die wegen ihrer deutschen Staatsangehörigkeit oder Volkszugehörigkeit zwischen dem 1. September 1939 und 1. April 1956 für eine ausländische Macht Zwangsarbeit leisten mussten. Auf die Leistung bestand kein Rechtsanspruch. Anträge mussten bis spätestens 31. Dezember 2017 beim Bundesverwaltungsamt gestellt werden.

## Rehabilitierung
Mit dem russischen Gesetz über die Rehabilitierung von Opfern politischer Repressionen wurden 1992 die im Machtbereich der ehemaligen Sowjetunion zu Unrecht aus politischen Gründen zu Zwangsarbeit mit Freiheitseinschränkung verurteilten Deutschen (Kriegsgefangene und Zivilpersonen) rehabilitiert.

## Künstlerische Rezeption und Zeitzeugenberichte
- Walter Kempowski: Ein Kapitel für sich (Roman, 1975).
- Sigrid Moser (Hrsg.): Bald nach Hause. Skoro domoi. Das Leben der Eva-Maria Stege (1991).
- Freya Klier: Verschleppt ans Ende der Welt. Schicksale deutscher Frauen in sowjetischen Arbeitslagern (1996).
- Herta Müller: Atemschaukel (Roman, 2009).
- Amnesty International: Der Hungerengel (zur Deportation Banater Schwaben und Siebenbürger Sachsen aus Rumänien zur „Wiederaufbauarbeit“ in die Sowjetunion)
- Deutsches Historisches Museum: Als Kriegsgefangener in Holland zum Minenräumen eingesetzt. (Zeitzeugenbeitrag)
- Bundesstiftung Aufarbeitung: Gulag-Zeitzeugen: Dietrich Schopen. Podcast (Schopen wurde 1950 in Schwerin wegen „antisowjetischer Agitation“ zu 25 Jahren Zwangsarbeit im Lagerkomplex von Taischet verurteilt).